# Dalila Boukerma
Pas d'image ? Cliquez ici

a Compétitions nationales et continentales officielles uniquement.

b Matchs officiels uniquement.
Dernière mise à jour le 2 février 2024.
Dalila Boukerma est une joueuse internationale française de rugby à XV, née le 15 septembre 1975 à Roubaix, de 1,58 m pour 58 kg, occupant le poste de centre à Villeneuve d'Ascq et en équipe de France féminine.

## Biographie
Dalila Boukerma effectue sa carrière en club avec Villeneuve d'Ascq. 

## Palmarès
- Sélectionnée en équipe de France à 8 reprises